# Nocte Obducta
Nocte Obducta est un groupe de dark metal allemand formé en 1995. Son premier album, Lethe – Gottverreckte Finsternis, est sorti chez Grind Syndicate Media. En 2006, le groupe a annoncé sa dissolution après la publication de son huitième album, Sequenzen einer Wanderung. Il s'est cependant rapidement reformé et en a encore sorti trois :  Verderbnis (Der Schnitter kratzt an jeder Tür) en 2011, Umbriel (Das Schweigen zwischen den Sternen) en 2013 et Mogontiacum (Nachdem die Nacht herabgesunken) en 2016.

## Biographie

### Débuts (1993–1998)
Le groupe est formé en 1993 à Mayence sous le nom de Desîhra,. Le groupe ne sort pas de démo ; certaines chansons seront reprises dans l'évolution du groupe. Desîhra s'arrête en 1995 avec comme membres Marcel Breuer (chant, guitare), Magic (guitare) et Christoph Limbach (batterie). Benedikt (claviers et chant) vient, le groupe Nocte Obducta  se forme. Après plusieurs autres changements de membres, il se compose finalement de Marcel Breuer (Cüühn, Thâlsperre, ancien Agathodaimon), Matthias Rodig (Age of Aggression, Necrorgasm, ancien Agathodaimon), Torsten Hirsch (Agrypnie, ancien Asaru, Area 51), Alex et Martin Wickler (Agathodaimon). En 1998 sort la démo Doch lächeln die blutleeren Lippen.

### Lethe – Gottverreckte Finsternis(1999–2005)
Le premier album, Lethe – Gottverreckte Finsternis, sort chez Grind Syndicate Media. Un album sort chaque année jusqu'en 2002. En 2003, le groupe signe avec Supreme Chaos Records et garde le même rythme de publication. Au fil du temps, des problèmes constants au sein du groupe conduisent à d'autres changements de membres. Marcel Breuer est le seul membre de Desîhra. En décembre 2004, ils sont confirmés pour le Summer Breeze.

### Séparation (2006–2010)
Le 17 juin 2006, le groupe annonce sa dissolution après la publication de son huitième album, Sequenzen einer Wanderung. Le groupe explique des problèmes internes qui ne permettent pas l'évolution musicale. S'ensuivent des conflits avec la maison de disque et le producteur, ce qui suspend le travail sur cet album. À sa dissolution, le groupe se compose de Torsten « der Unhold » Hirsch (chant), Marcel « Traumschänder » Breuer (chant, guitare), Stefan « Draghkar » (guitare), Patrick Baumann (basse), Sebastian « Flange » Fürst (claviers) et Matthias « Matze » Rodig (batterie).
Les musiciens se consacrent à d'autres projets, parfois ensemble. Torsten Hirsch forme en 2006, le groupe Agrypnie, dans lequel Patrick Baumann est bassiste entre 2008 et 2011 et Sebastian Fürst claviers en juin 2012.  Marcel Breuer, Stefan et Matthias Rodig forment un projet parallèle Dinner auf Uranos peu après. Patrick Baumann a un projet solo, Melkor. Matthias Rodig joue avec Agathodaimon jusqu'en 2008 et aussi de temps en temps avec Odium (groupe de power et thrash metal allemand, originaire de Francfort-sur-le-Main), Necrorgasm (doom) et Age of Aggression (thrash). Marcel Breuer et Sebastian Fürst ont des projets comme Thâlsperre et Cüühn.

### Retour et continuité (depuis 2010)
En 2009, le groupe annonce la sortie d'un nouvel album s'inspirant de Schwarzmetall, sorti en 2001, avec la participation d'anciens membres, Verderbnis (Der Schnitter kratzt an jeder Tür) paraît en 2011. En 2012, le groupe participe aux festivals Party.San, Wolfszeit, Boarstream et TNT. L'album Umbriel (Das Schweigen zwischen den Sternen) sort le 8 mars 2013 chez MDD Records. Suit une tournée et des participations à des festivals (Summer Breeze, Extremefest, Ragnarök).
En mars 2016, le groupe annonce la sortie d'un nouvel album. Intitulé Mogontiacum (Nachdem die Nacht herabgesunken), Nocte Obducta l'annonce pour le 8 juillet chez MDD Records. Après sa sortie, l'album est bien accueilli par la presse spécialisée,.

## Style musical
Nocte Obductas qualifie son style musical sous le terme de « black metal avant-gardiste »,.

## Discographie

### Albums studio
- 1999 : Lethe – Gottverreckte Finsternis
- 2000 : Taverne – In Schatten schäbiger Spelunken
- 2001 : Schwarzmetall – Ein primitives Zwischenspiel
- 2002 : Galgendämmerung – Von Nebel, Blut und Totgeburten (Grind Syndicate Media)
- 2003 : Stille – Das nagende Schweigen (Supreme Chaos Records)
- 2004 : Nektar – Teil I: Zwölf Monde, eine Hand voll Träume (Supreme Chaos Records)
- 2005 : Nektar – Teil II: Seen, Flüsse, Tagebücher (Supreme Chaos Records)
- 2008 : Sequenzen einer Wanderung (Supreme Chaos Records)
- 2011 : Verderbnis – Der Schnitter kratzt an jeder Tür (MDD Records)
- 2013 : Umbriel - Das Schweigen zwischen den Sternen (MDD Records)
- 2016 : Mogontiacum - Nachdem die Nacht herabgesunken (MDD Records)

### Autres
- 1998 : Doch lächeln die blutleeren Lippen / Begräbnisvermählung (démo)
- 2002 : Ein knöchernes Windspiel (compilation Wurzelgeister)
- 2006 : Aschefrühling (single)